# SOSUS
SOSUS je akronim Sound Surveillance System: je sistem podmorskih akustičnih prisluškovalnih naprav namenjen sprva detektiranju sovjetskih podmornic ki so morale prečkati ta sistem za napade na zahod. SOSUS so namestili v Atlantskem oceanu blizu Grenlandije, Islandije in Združenega kraljestva in tudi na različnih lokacijah na Pacifiku. Pozneje so dodali še mobilni sistem Surveillance Towed Array Sensor System (SURTASS). Kasneje je postal del Integrated Undersea Surveillance System (IUSS).
Razvoj SOSUS-a se je začel leta 1949, ko je Ameriška mornarica začela razvijati protipodmorniški sistem. Imel je proračun $10 milijonov letno in njegova glavna naloga je bila detektiranje vse številčnejših sovjetskih dizelskih podmornic. Odločili so se za opazovanje  nizkofrekvenčnega zvoka SOFAR z več hidrofoni in procesno ustanovo, ki je lahko detektirala pozicije podmornic s traingulacijo na stotine kilometrov daleč.